# ماتيلد يموان
ماتيلد يموان (بالفرنسية: Mathilde Lemoine)‏ هي اقتصادية فرنسية، ولدت في 1 سبتمبر 1969.